# Mattia Cassani
Mattia Cassani (Borgomanero, Provincia de Novara, Italia, 26 de agosto de 1983) es un exfutbolista italiano. Juega de defensa y su último equipo fue el F.C. Bari de la Serie B de Italia.

## Selección nacional
Ha sido internacional con la selección de fútbol de Italia en 11 ocasiones. Debutó el 18 de noviembre de 2009, en un encuentro amistoso ante la selección de Suecia que finalizó con marcador de 1-0 a favor de los italianos.

## Clubes
| Club                | País   | Año         |
| ------------------- | ------ | ----------- |
| Juventus F. C.      | Italia | 2002 - 2003 |
| U. C. Sampdoria     | Italia | 2003        |
| Hellas Verona       | Italia | 2003 - 2006 |
| U. S. Palermo       | Italia | 2006 - 2011 |
| A. C. F. Fiorentina | Italia | 2011 - 2013 |
| Genoa C. F. C.      | Italia | 2013        |
| Parma F. C.         | Italia | 2013 - 2015 |
| U. C. Sampdoria     | Italia | 2015 - 2016 |
| F.C. Bari           | Italia | 2016 - 2018 |